# Pell girada

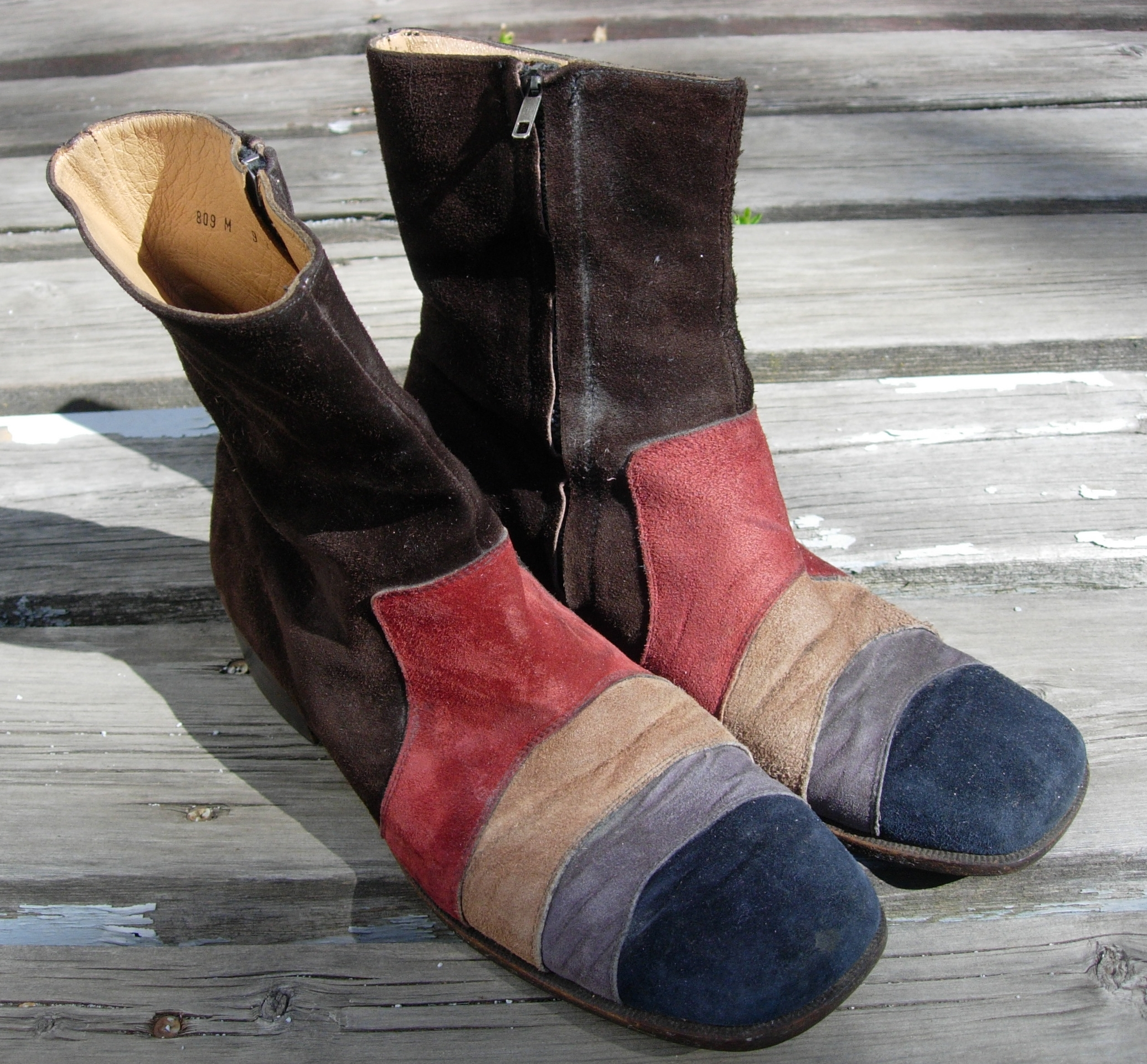
Botes de pell girada tenyida de diversos colors

La pell girada o serratge és la part interior del cuir, és a dir, el cuir quan se li ha tret la part més exterior, anomenada pell-flor. La pell girada pot tenir a l'interior la pell-flor (la part que al cuir és a l'exterior) o bé aquesta pot haver estat tallada. El cuir es pot tallar en diferents capes, de gruixos variables, per obtenir una capa de pell-flor i una o diverses de serratge. Aquest pot seguir un procés d'adob o d'envellutament per a obtenir resultats diferents.

## Animals utilitzats
Solen utilitzar-se animals joves, als Països Catalans, boví o oví. Quan l'animal utilitzat és concretament l'antílop, llavors, a més dels mots pell girada i serratge, es pot usar (pell de) nöbuck, i algunes persones utilitzen fins i tot antílop, ant o ante. Cal dir que nobuck, ant i ante són barbarismes en català. També hi ha persones que usen aquests dos darrers mots, incorrectament, quan la pell és d'un altre animal.

## Ús del serratge
Als Països Catalans hi ha una llarga tradició de l'artesania i indústria de la pell, el cuir i el serratge. Aquest darrer s'utilitza molt al calçat (sandàlia, avarca, sabata, bota, etc.) i en marroquineria (bosses, carteres, cinyells, etc.), a més de caçadores i tota mena de roba, en especial pantalons, faldilles i armilles, per a home o dona. Com pot ser molt fina i molt suau, s'utilitza també per a fer complements i bijuteria, guants, roba per nadons i sabatilles de ballet clàssic (per exemple, a Barcelona, Casimiro). En les seves versions més tot terreny s'usen per a botes de muntanya, com les típiques xiruques.
Segons el tipus d'acabat, el serratge pot donar un aire més informal i fàcil de portar cada dia, o bé se li pot fer un acabat més vellutat que el faci tenir un aspecte més ric. En qualsevol cas sol ser fàcil de combinar tant amb roba informal com amb peces de vestir. Segons el gruix de cada peça de pell girada, aquest pot ser més apte per l'estiu, més fi i lleuger, o abrigar més, de cara a l'hivern; però de tota manera les característiques del cuir i de la pell girada, en climes mediterranis, els fan gairebé sempre aptes per a tot l'any, en especial les sabates.

## Cura específica
La superfície porosa de la pell girada la fa més absorbent a altres substàncies, i per exemple és fàcil que s'embruti amb el frec d'una altra peça de vestir. El "vellut" es pot aixafar o despentinar, per a evitar-ho, convé raspallar-lo de tant en tant, en el sentit del pèl, amb un raspall, una esponja dura o, millor encara, amb un altre tros de pell girada.
Les sabates de pell girada mullades convé assecar-les plenes de paper de diari perquè no es quedin deformades. La cultura popular proposa esborrar les taques amb una goma d'esborrar neta, però de vegades queden traces. En qualsevol cas, caldria raspallar-les després. El fang, un cop sec, es treu fregant amb un raspall d'ungles, sec. Existeixen productes en esprai específics per al manteniment i la cura de pell girada, que es venen als establiments mateixos on hi ha els productes d'aquest material.
No es pot rentar a la rentadora, només en alguns casos específics, si l'etiquetatge ho explicita, es pot rentar amb molta cura, i no gaire sovint, a mà. Idealment les peces de vestir de pell girada s'han de rentar en sec per un especialista.